# Kinderode
Kinderode ist ein Weiler im Ortsteil Nohra der Stadt Bleicherode im Landkreis Nordhausen in Thüringen.

## Lage
Der Weiler liegt an der Wipper, westlich von Nohra in ländlicher Umgebung. Die Bundesautobahn 38 führt nordwestlich durch die Gemarkung. Nördlich liegt Mörbach, westlich Pustleben und südlich Münchenlohra.
Im Weiler befindet sich das Krematorium Südharz.

## Geschichte
Am 29. Dezember 1133 wurde Kinderode erstmals in einem Urkundenbuch in Naumburg genannt.
Einst zweigte östlich von Kinderode der Nohraer Mühlgraben von der Wipper ab.